# Берёзовка (Искитимский район)
Берёзовка — посёлок в Искитимском районе Новосибирской области России. Входит в состав Степного сельсовета.

## География
Площадь посёлка — 49 гектар.

## Население
| 2002 | 2007 | 2010 |
| ---- | ---- | ---- |
| 275  | ↗321 | ↘208 |

## Инфраструктура
В посёлке по данным на 2007 год функционируют 1 учреждение здравоохранения и 1 учреждение образования.